# Rudolph Berthold
Rudolph Berthold (Bamberg, 1891. március 24. – Harburg an der Elbe, 1920. március 15.) kapitány, az első világháború egyik legeredményesebb német pilótája. 44 légi győzelmével bőven beírta magát az ászok, illetve a legjobb német pilóták közé. Az összesített sorrendben a 6. legeredményesebb német pilóta volt. Berthold híres volt kitartásáról, szívósságáról és hazafiasságáról. Ellenfelei rettegtek tőle, a német bajtársai pedig ujjongtak ha feltűnt a harcmezőn.

## Az első világháború előtt és alatt
1891-ben született a németországi Bambergben. A hadseregbe 1909 végén lépett be, 1910-ben pedig a gyalogsághoz került. Hamar érdeklődni kezdett a repülés iránt, már 1913 végére megtanult repülni a folyamatos gyalogsági szolgálat mellett. Mikor a háború kirobbant, már a Német Birodalom légierejének egy megfigyelője volt. 1916-ban már egy együléses vadászgép pilótája. Tehetsége és repülői képességei korán megmutatkoztak, mert 1916-ban kevesebb mint 3 hónap alatt már 5 légi győzelmet aratott, ezeket pedig egyszemélyes vadászgépével érte el.
A világháború során többször sebesült meg, de mindig visszatért osztagához. Ebben is megmutatkozott keménysége és hazafisága, ami nagy hírnevet szerzett neki a német katonák körében. Augusztusban a Jasta 4-hez került és átvette a parancsnokságot Hans Buddecke-től. A Jasta 4-ben további győzelmeket aratott melyek közül 2 nem hivatalos. 1917. május 23-án súlyosan megsérült egy balesetben. Eltört orra, combja, medencecsontja, ráadásul egy helyen a koponyája is megrepedt. Néhány hét múlva visszatért, és a Jasta 18-hoz került, azonban 1917. október 10-én ismét megsebesült. Ezúttal néhány géppuskából való golyó teljesen összezúzta jobb karját. Ismét visszatért és szerencsét próbált. 
Egy ideig újra régi fényében tündökölt és sorra aratta győzelmeit (többségét a belga fronton). Pályafutása azonban kettétört, amikor 1918-ban összeüközött egy géppel. Bertholdnak állítások szerint iszonyú fájdalmai voltak behegedt sebei miatt. Élete végéig megnyomorodott, és parancsot is kapott a leszerelésre. Azonban életfilozófiája szerint „Jobb meghalni a harcban, mint egy egész életen át nyomorultnak lenni”, ezért nem volt hajlandó visszavonulni. A háború alatt rengeteg kihagyása és sebesülése ellenére 44 győzelmet aratott. Sebesüléseinek számából és súlyából látszik, hogy sohasem adta fel a harcot, csak ha megsebesült vagy elfogyott az üzemanyaga.

## Halála
A háború után Berthold fanatikus hazafi és nacionalista lett, tagja volt az antikommunista Freikorpsnak. Részt vett több tüntetésen, amelyeken a kommunisták ellen harcoltak. Rudolph Berthold túlélte a háborút, de 1920-ban egyes források szerint néhány tüntető megfojtotta, illetve más források szerint fejbe lőtte.